# 金蛇水神社

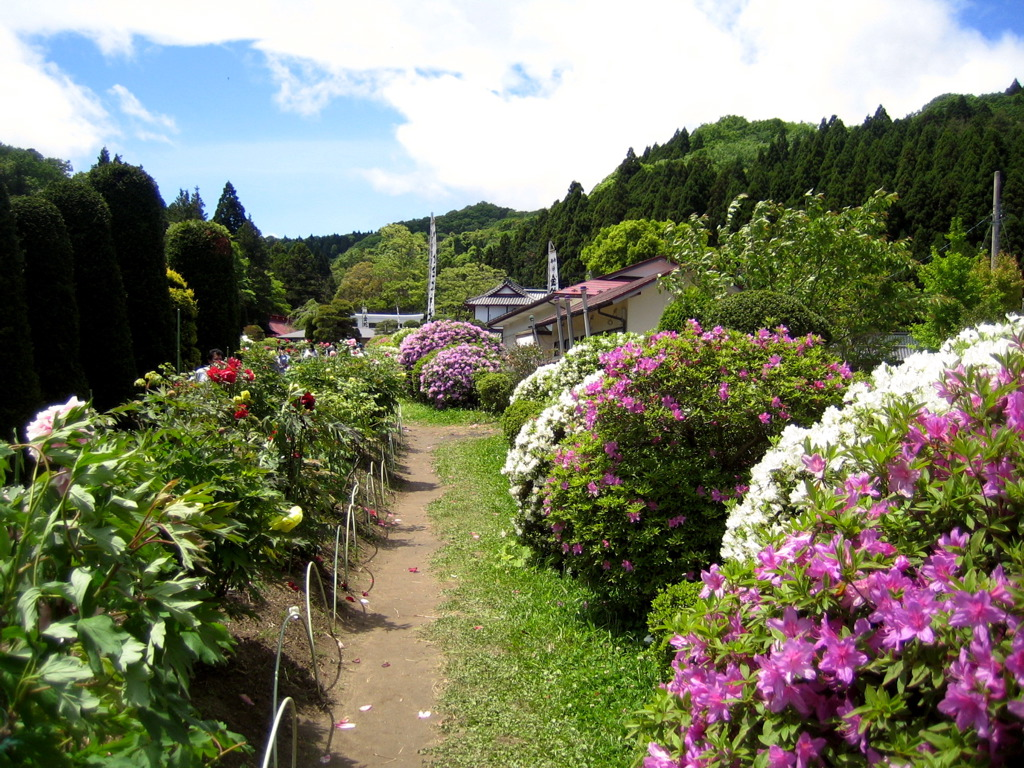
境内のぼたん園（2007年5月）

金蛇水神社（かなへびすいじんじゃ）は、宮城県岩沼市に鎮座する神社である。旧社格は無格社。

## 祭神
- 主祭神として金蛇大神（水速女命）を祀る。
  - その他に大己貴命と少彦名命を相殿神として祀っている。
- 境内社として、水神である金蛇弁財天が祀られている。
- 近くにあるつつじ山に山ノ社（大國社）には大己貴命が祀られている。

## 歴史
この神社の創建年代等については不詳であるが、古くから水に関わる神として信仰されてきた。
社名については次のような縁起が伝えられている。永祚元年（989年）、一条天皇の御代に、京都の三条に住む刀匠小鍛冶宗近が天皇の御佩刀を鍛えよとの勅命を賜り、名水を求めて諸国を遍歴していた。当社の鎮座する三色吉の地を訪れたところ、水神宮のほとりを流れる水の清らかさに心をうたれ、水神宮に参籠祈願して神恩を請い、宝刀を鍛えることができた。宗近は神の御加護に感謝し、雌雄一対の金蛇を斎鍛して水神宮に奉納し、都に上ったという。以来この金蛇を御神体と崇め、社名も金蛇水神社と称して今日に至っている。
金蛇水神社は、古来から商売繁盛・金運円満の神として特に崇敬されており、その他にも海上安全や大漁祈願の神として信仰されている。

## 主な行事
- 牡丹祭（花まつり）：5月10日－5月25日
- 金蛇水神社例大祭：5月15日－5月21日
- 弁財天社例祭：7月第一日曜日
- 秋季例祭：10月中旬の日曜日

## 分霊社
仙台市内に3か所の分霊社がある。このうち、141ビルの南西角にある一番町分霊社では、8月最終日曜日に例祭が行われ、仙台市都心部のアーケード街である一番町や中央通りなどを神輿が巡行する。
| 分霊社名 | 位置                                   | 立地の特徴               |
| -------- | -------------------------------------- | ------------------------ |
| 一番町   | 北緯38度15分55.2秒 東経140度52分13.9秒 | アーケード街             |
| 立町     | 北緯38度15分43.4秒 東経140度52分0.8秒  | 花柳界・料亭の集積地     |
| 鉄砲町   | 北緯38度15分50秒 東経140度53分22秒     | 旧仙台城城下町の東の入口 |

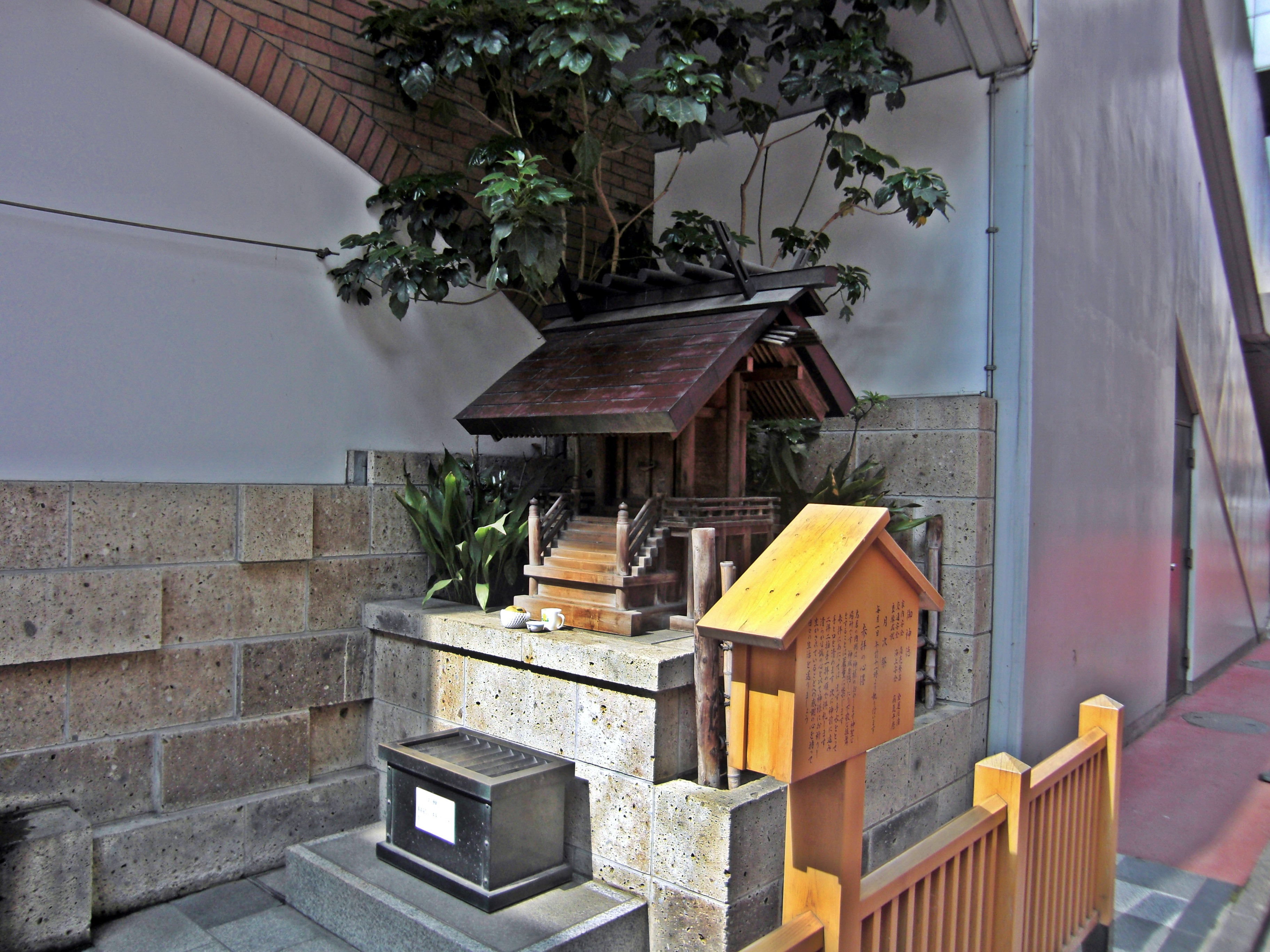
金蛇水神社一番町分社
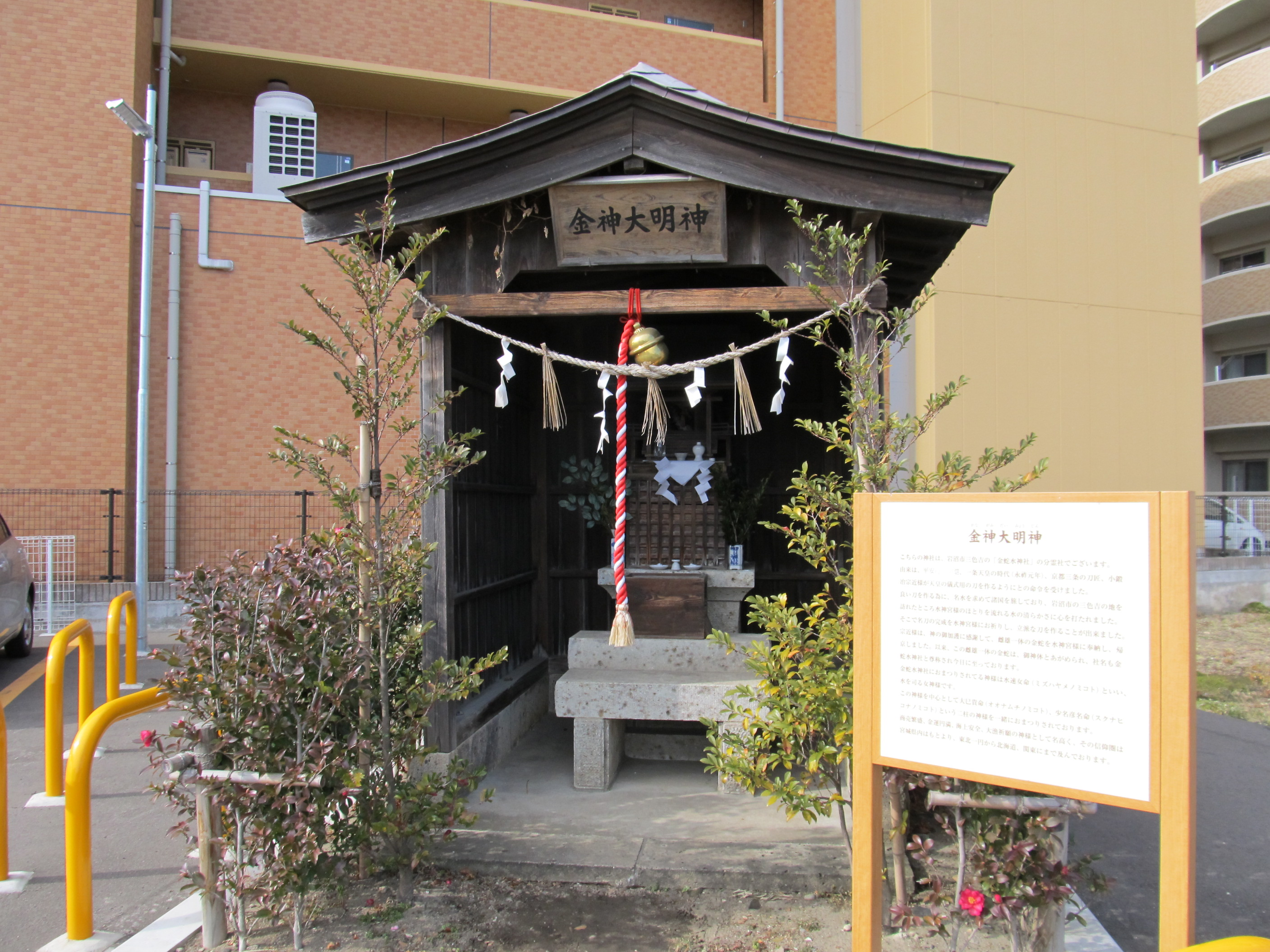
金蛇水神社鉄砲町分社

## 周辺
境内を流れる金蛇沢の水源となっている「七ッ堤」が境内の西側にある。ロッシャラ堤の近くには、禊殿跡（北緯38度7分1.4秒 東経140度49分45.4秒 / 北緯38.117056度 東経140.829278度）がある。以下、当社に近い順に列記する。
1. 屋土堤（「宿堤」「屋戸堤」とも書く）
2. 太郎左衛門堤
3. 繁水堤（「杉水堤」「蜜水堤」とも書く）
4. 二階堂堤
5. 金原堤
6. ロッシャラ堤
7. ビル沼堤

## 境内
- 鳥居をくぐると、「九竜の藤」という樹齢300年ほどの藤の木がある。参道南側には神池があり、その側には「御霊池」という水場がある。御霊池の右側には、木のウロのなかに白蛇がいるようにみえる御神木が奉納されている。

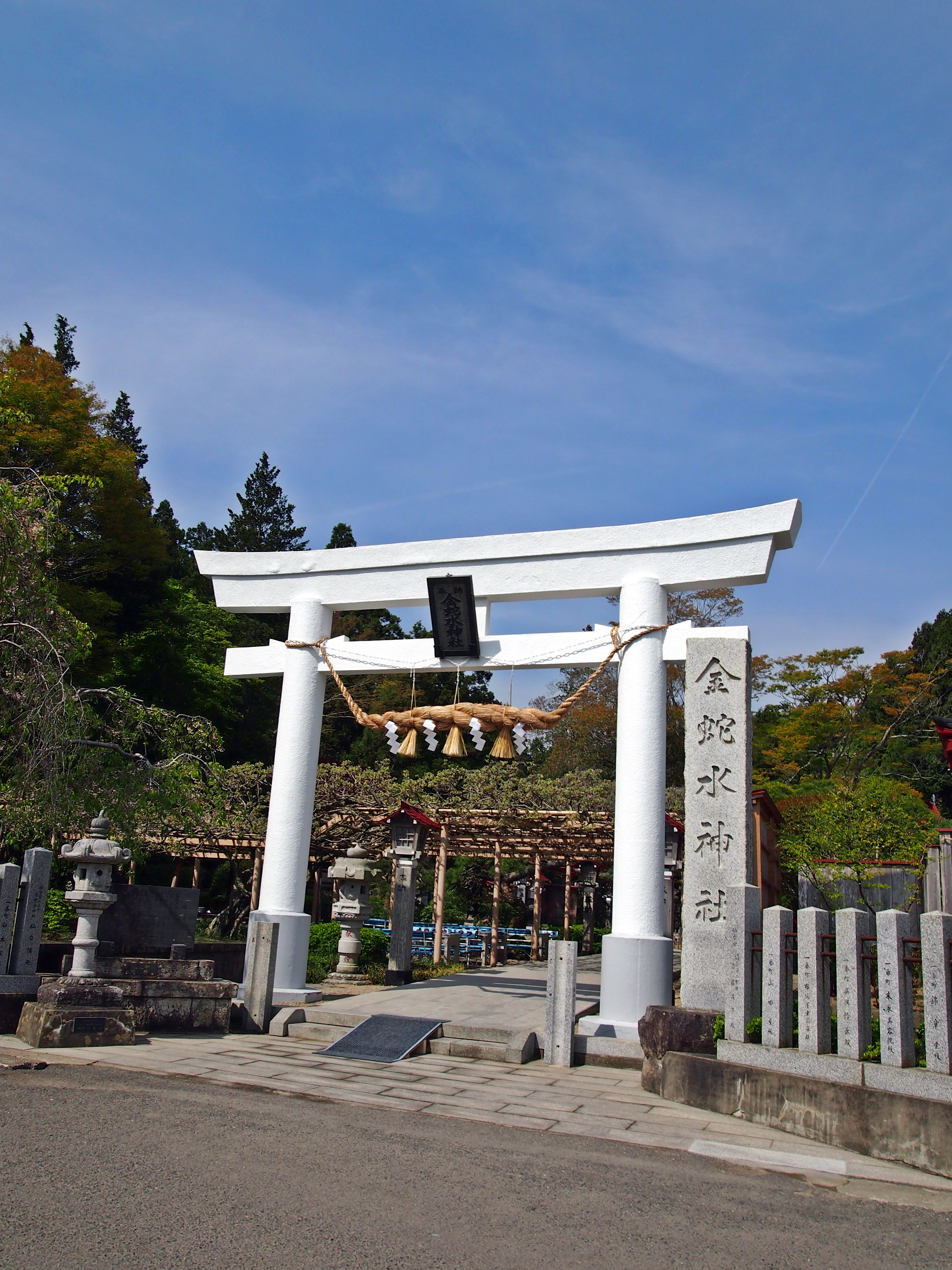
金蛇水神社鳥居
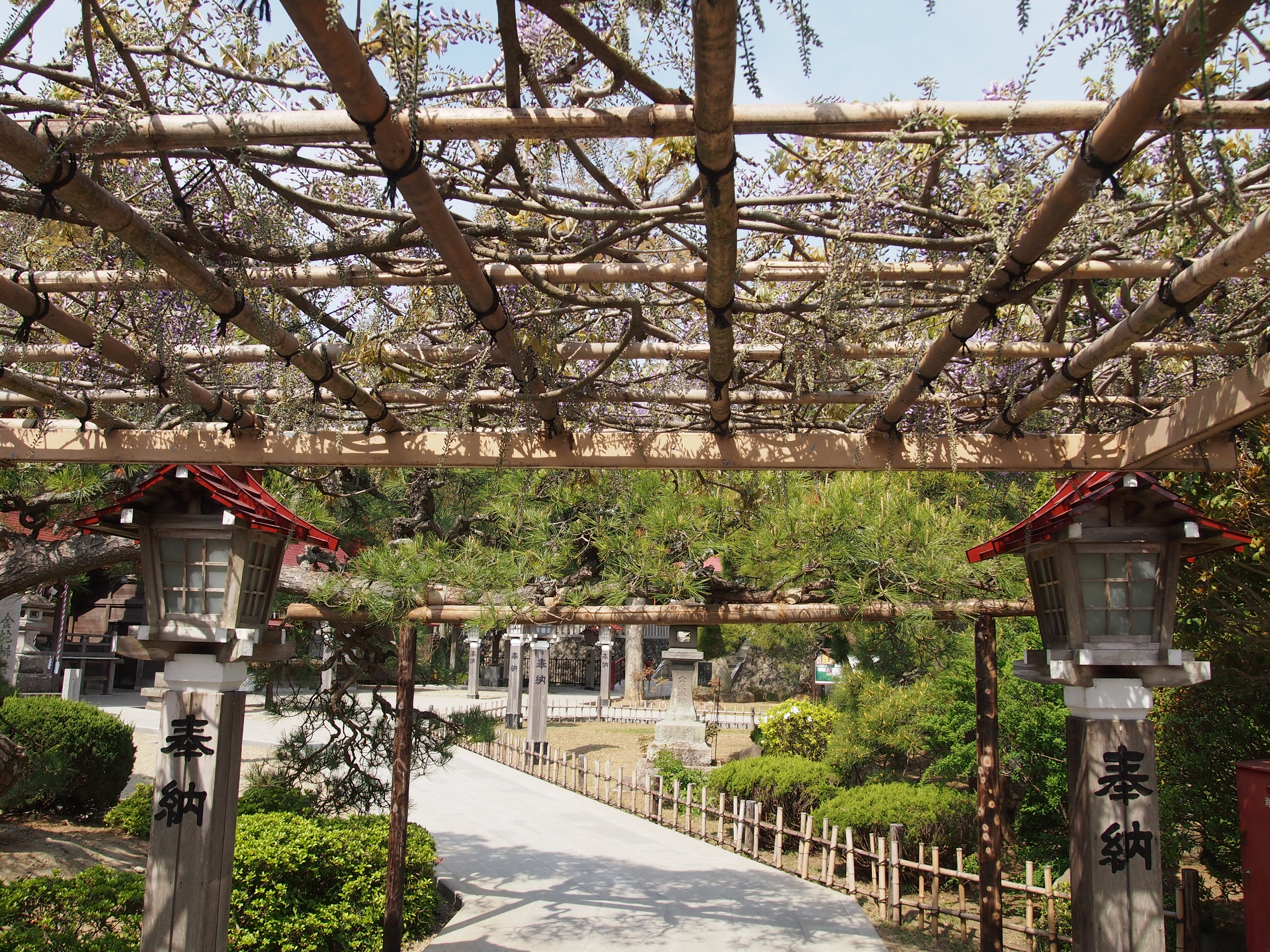
「九竜の藤」
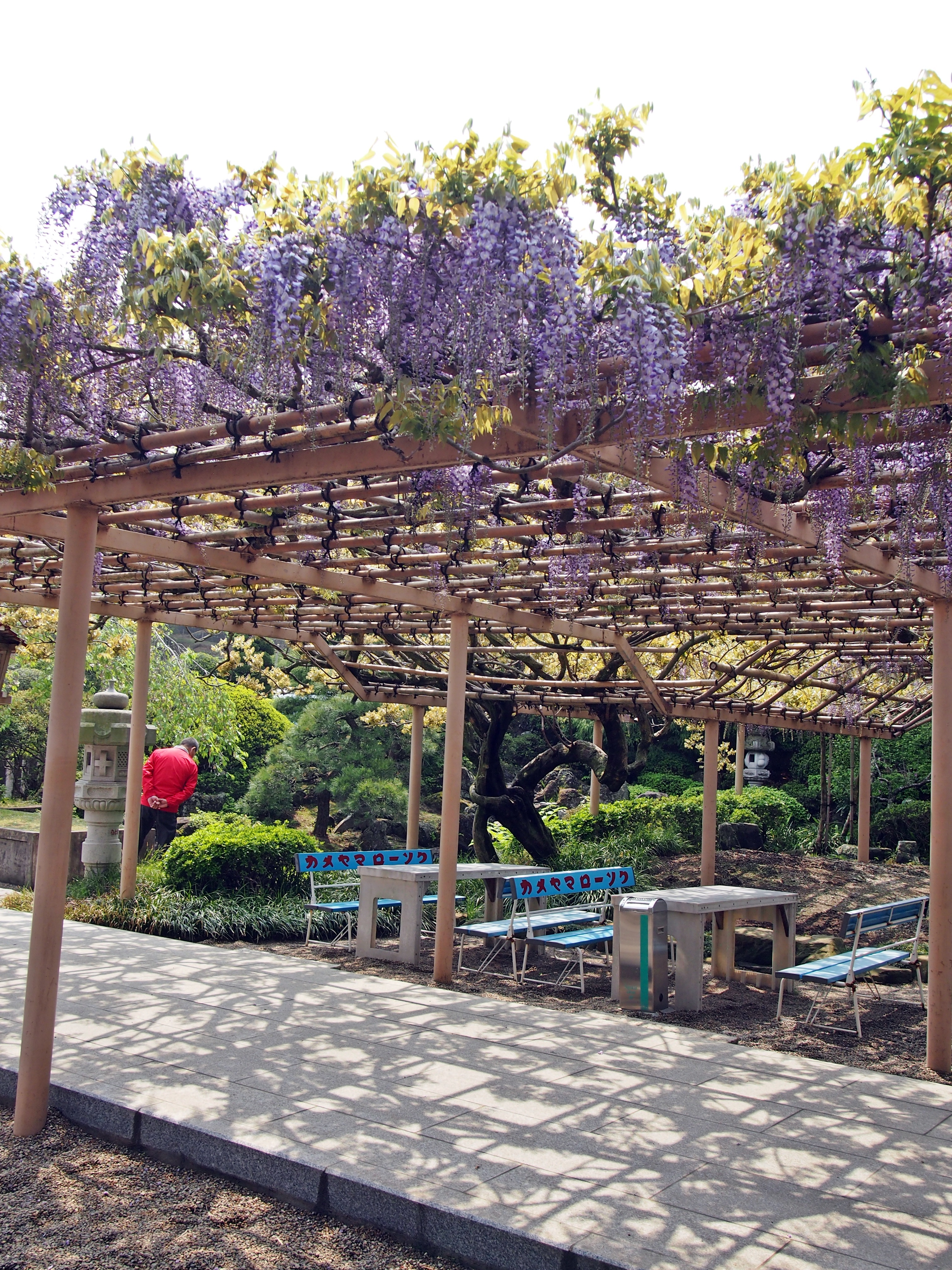
「九竜の藤」 樹齢約300年の藤の木
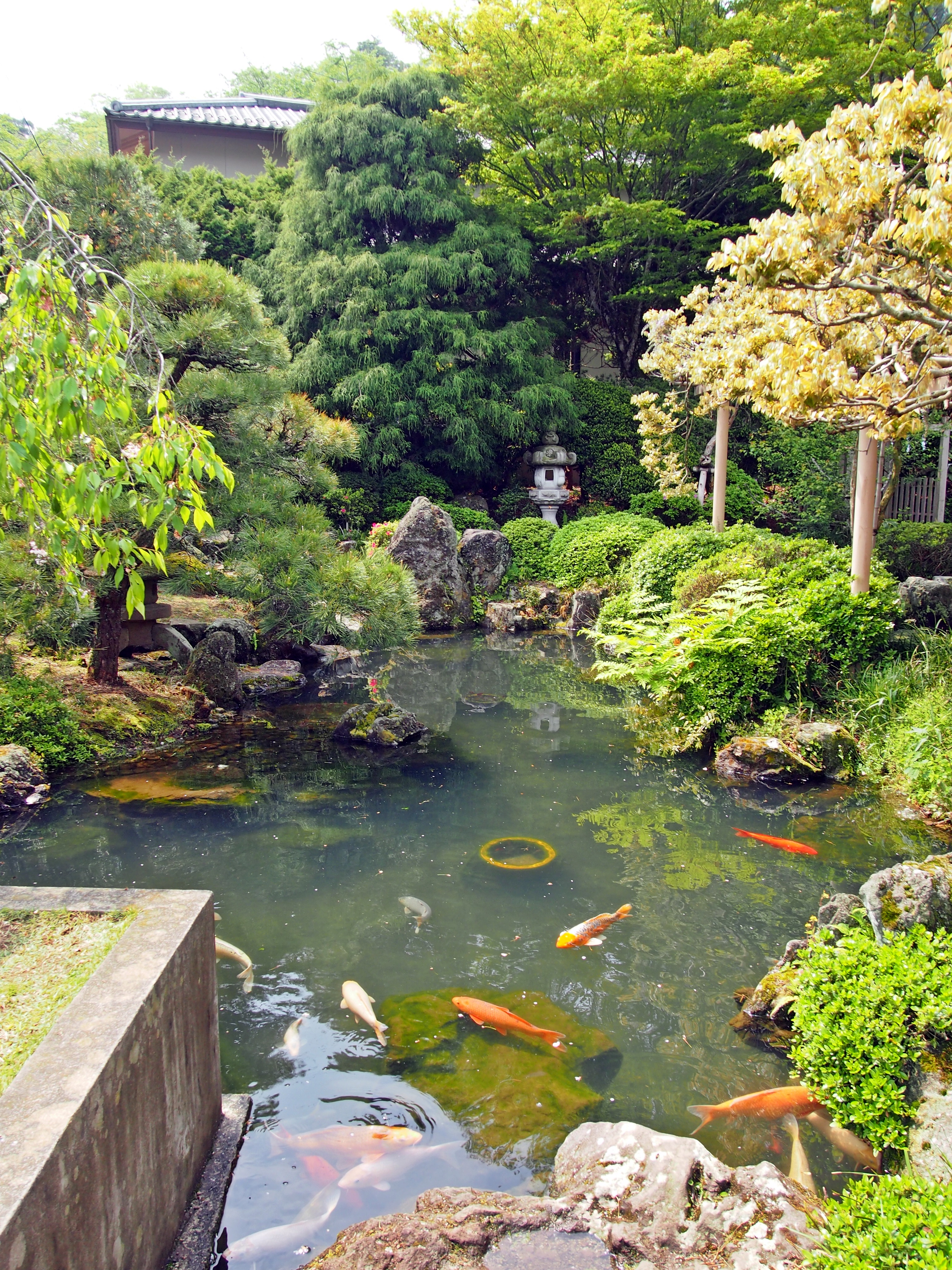
金蛇水神社の神池
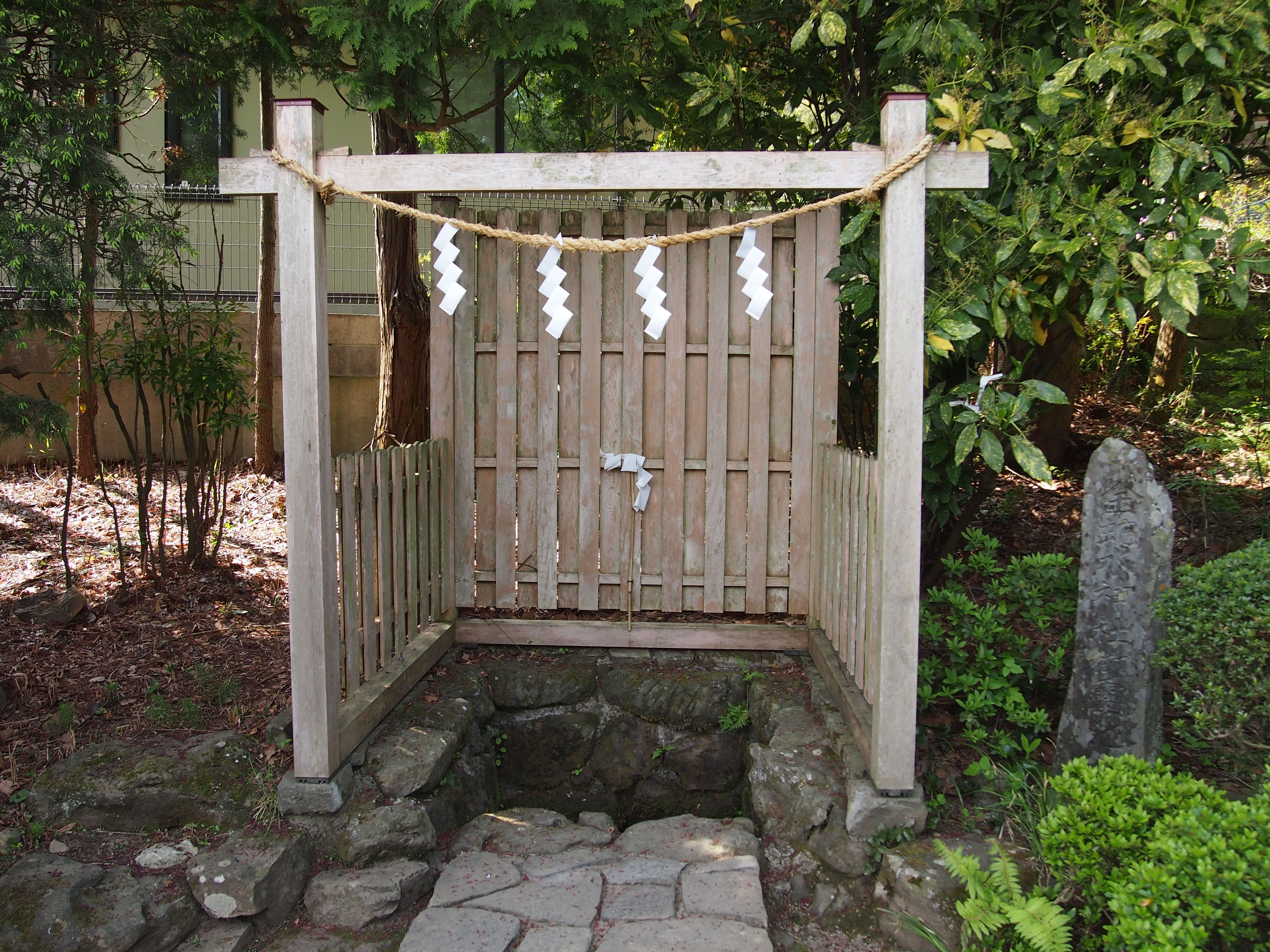
金蛇水神社御霊池
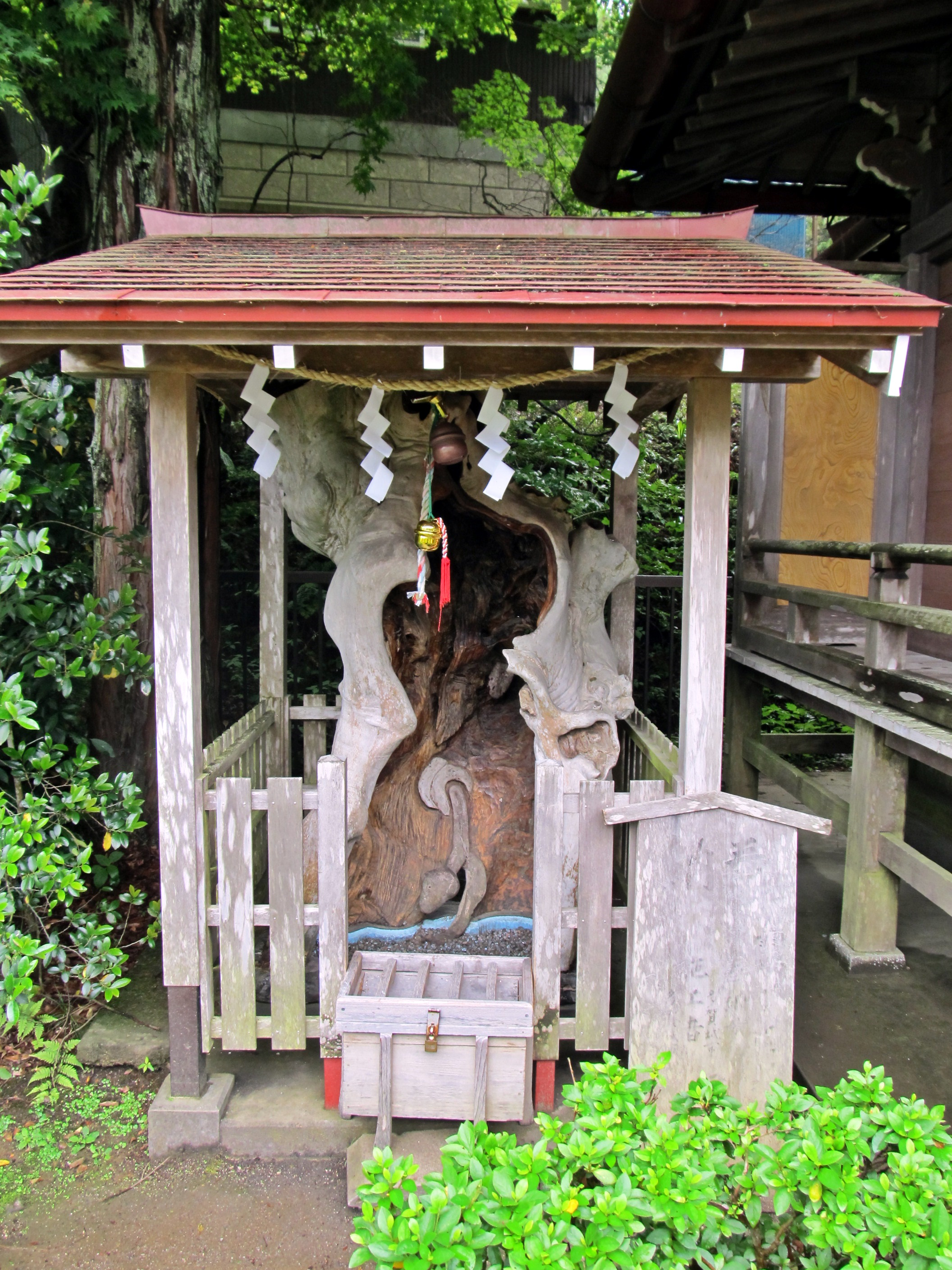
金蛇水神社の御神木

- 参道から社殿へ

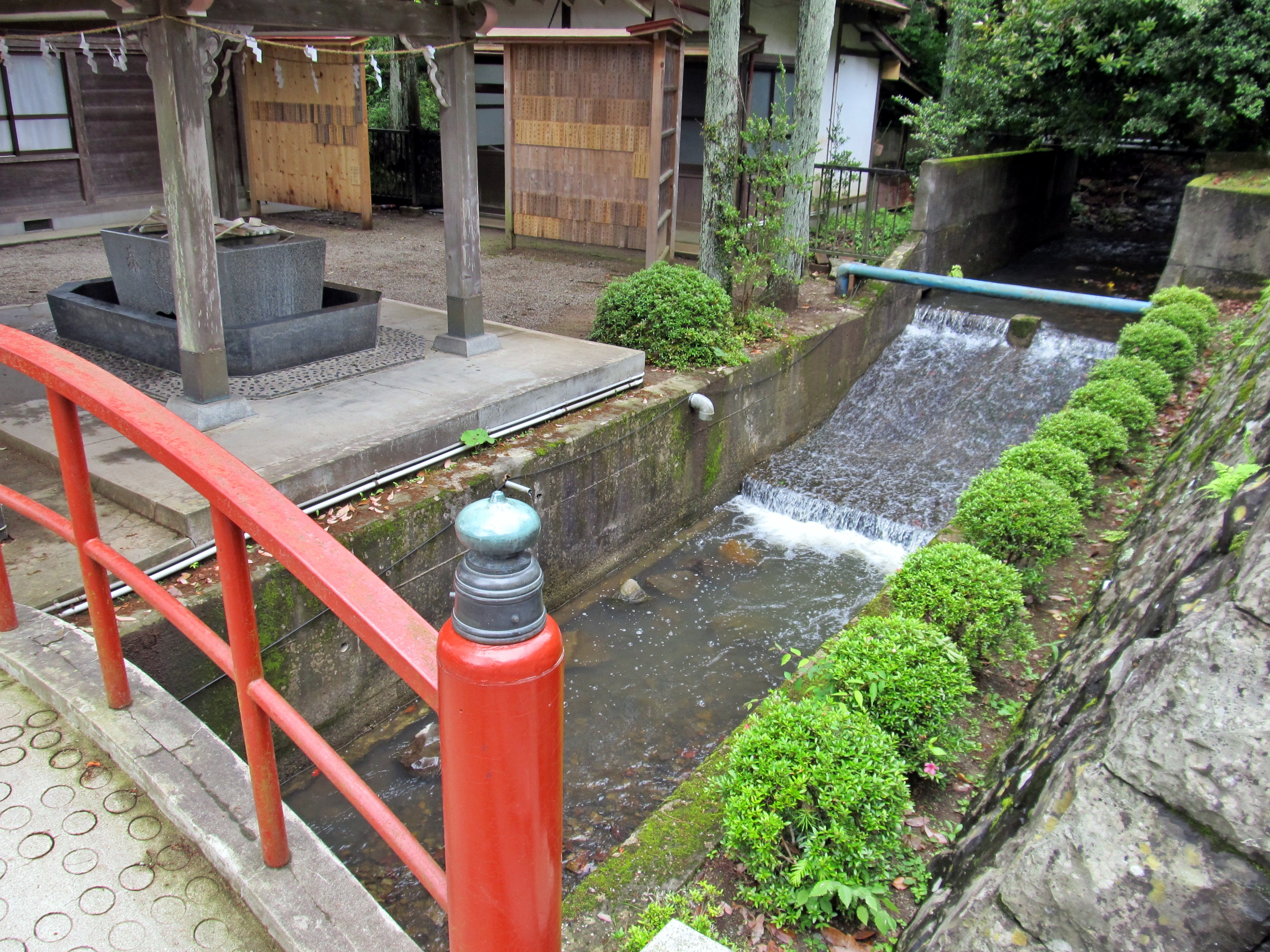
金蛇水神社参道にかかる橋と小川
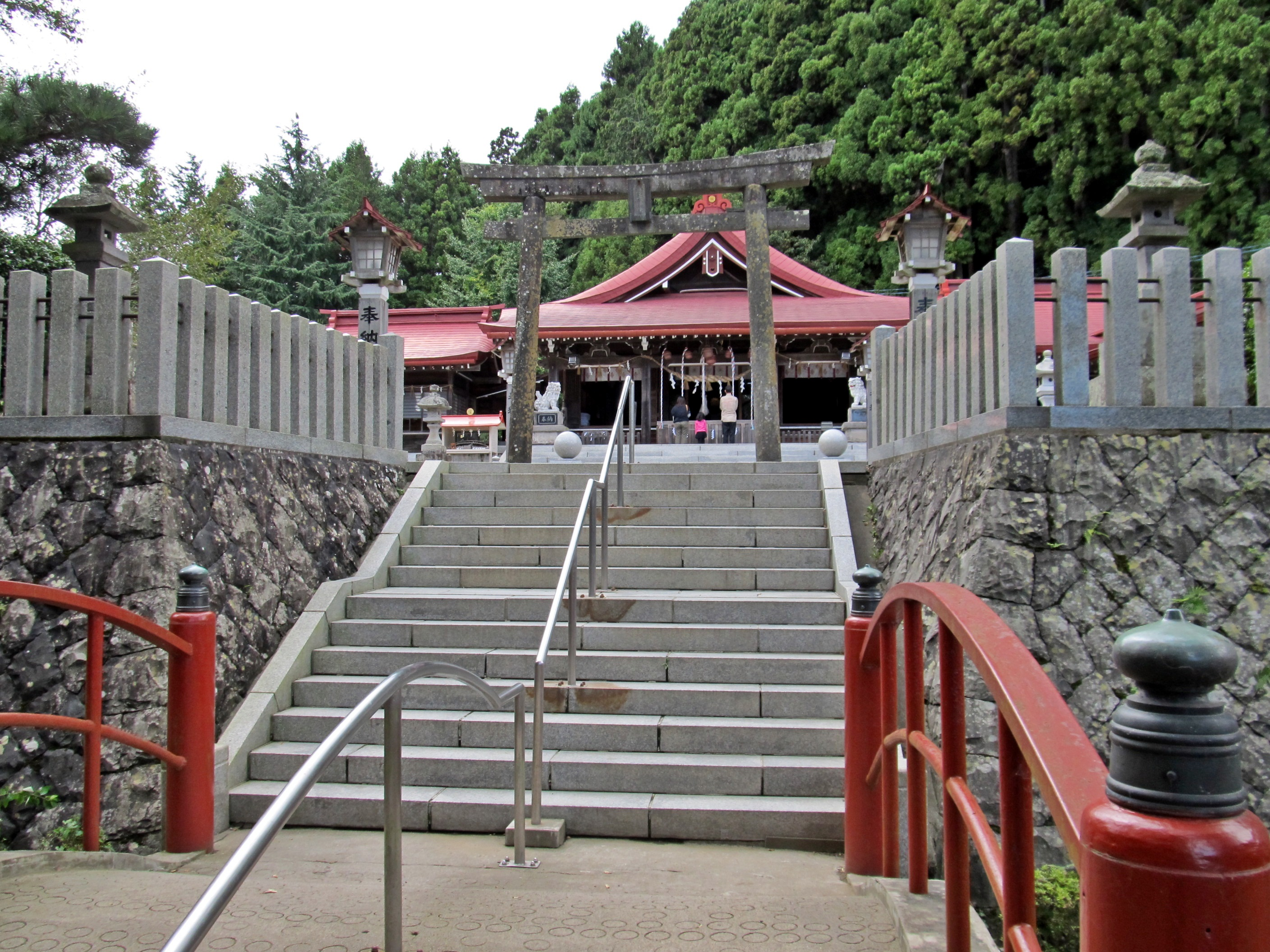
金蛇水神社参道
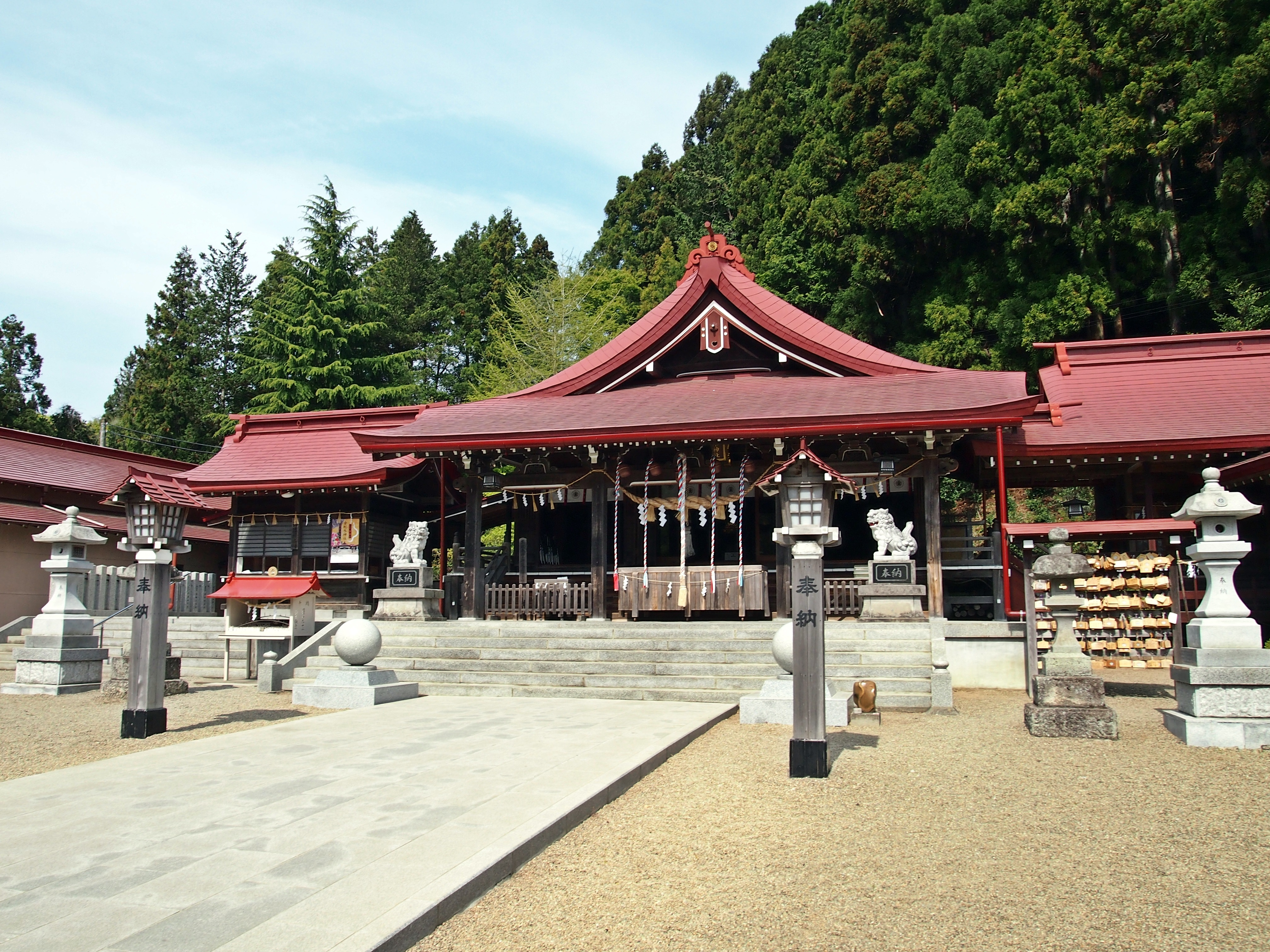
金蛇水神社拝殿(2013年5月)
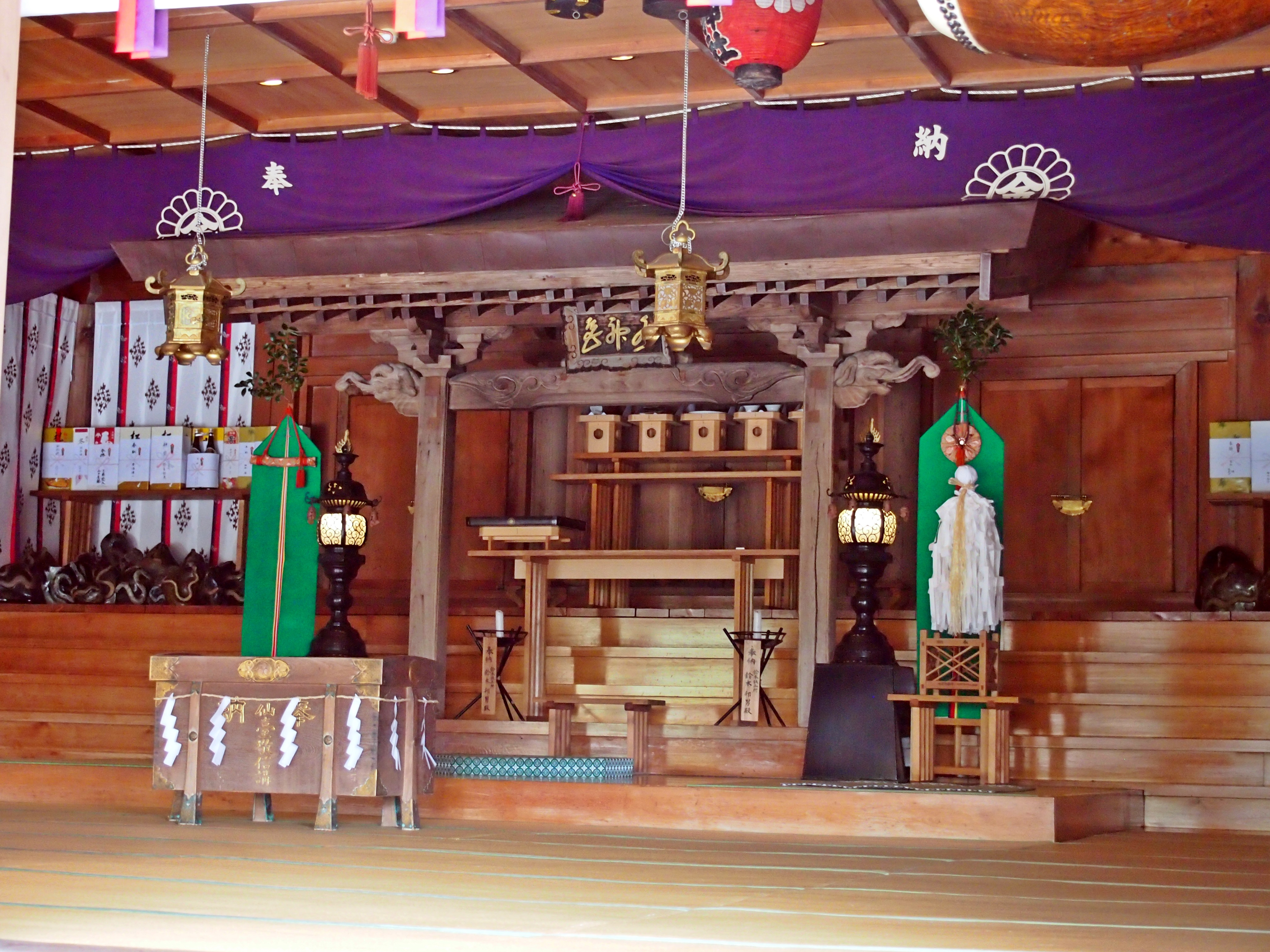
金蛇水神社拝殿内部
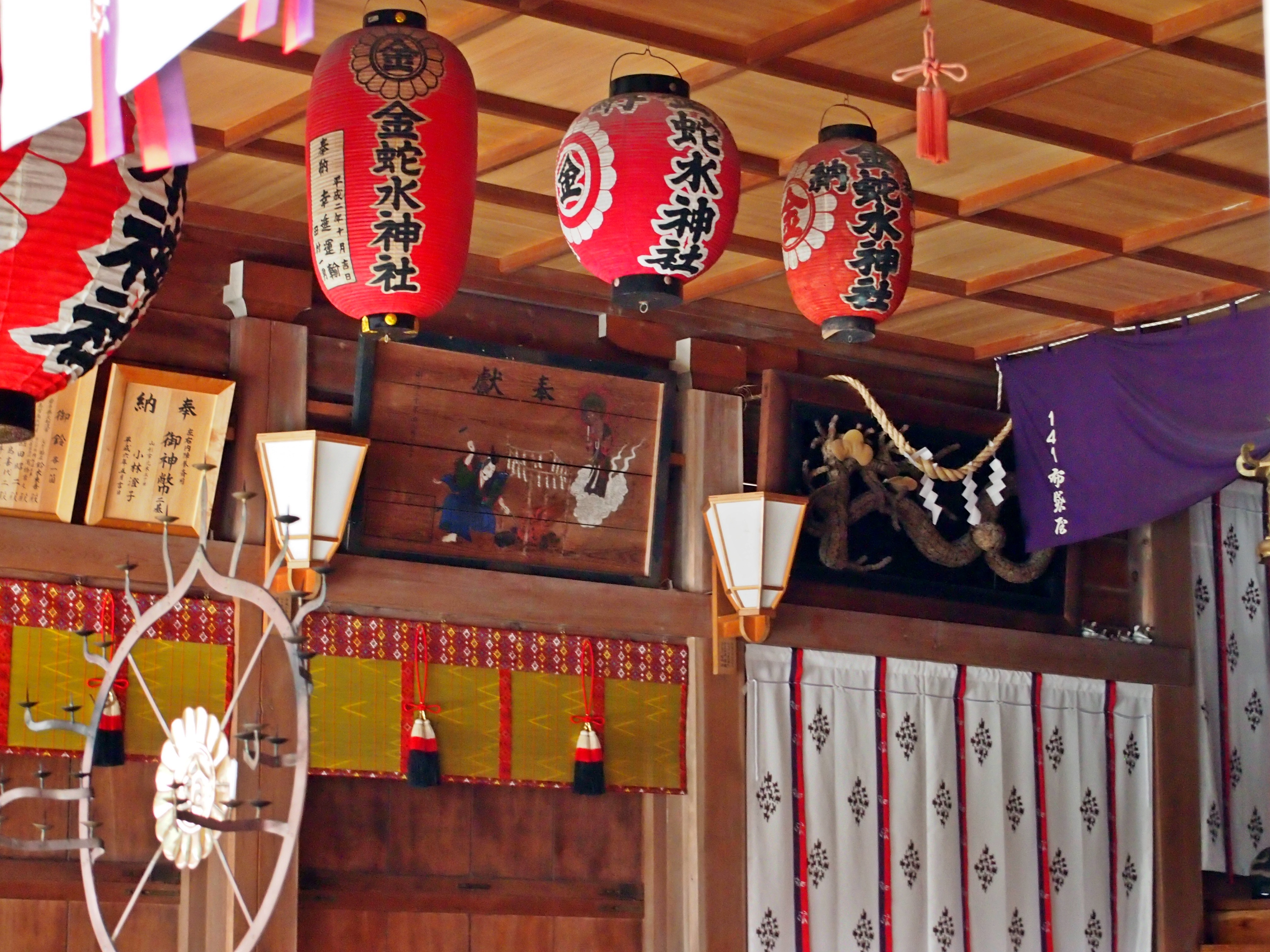
金蛇水神社拝殿内の絵馬 刀を鍛える小鍛冶宗近が描かれている

- 金蛇弁財天社：祭神は川の神や水神とされる弁財天で、等身大の八臂弁才天像を祀る。この弁財天像は、7月第一日曜日に催行される弁財天社例祭でのみ御開帳される。福徳円満や芸能の神として信仰されている。

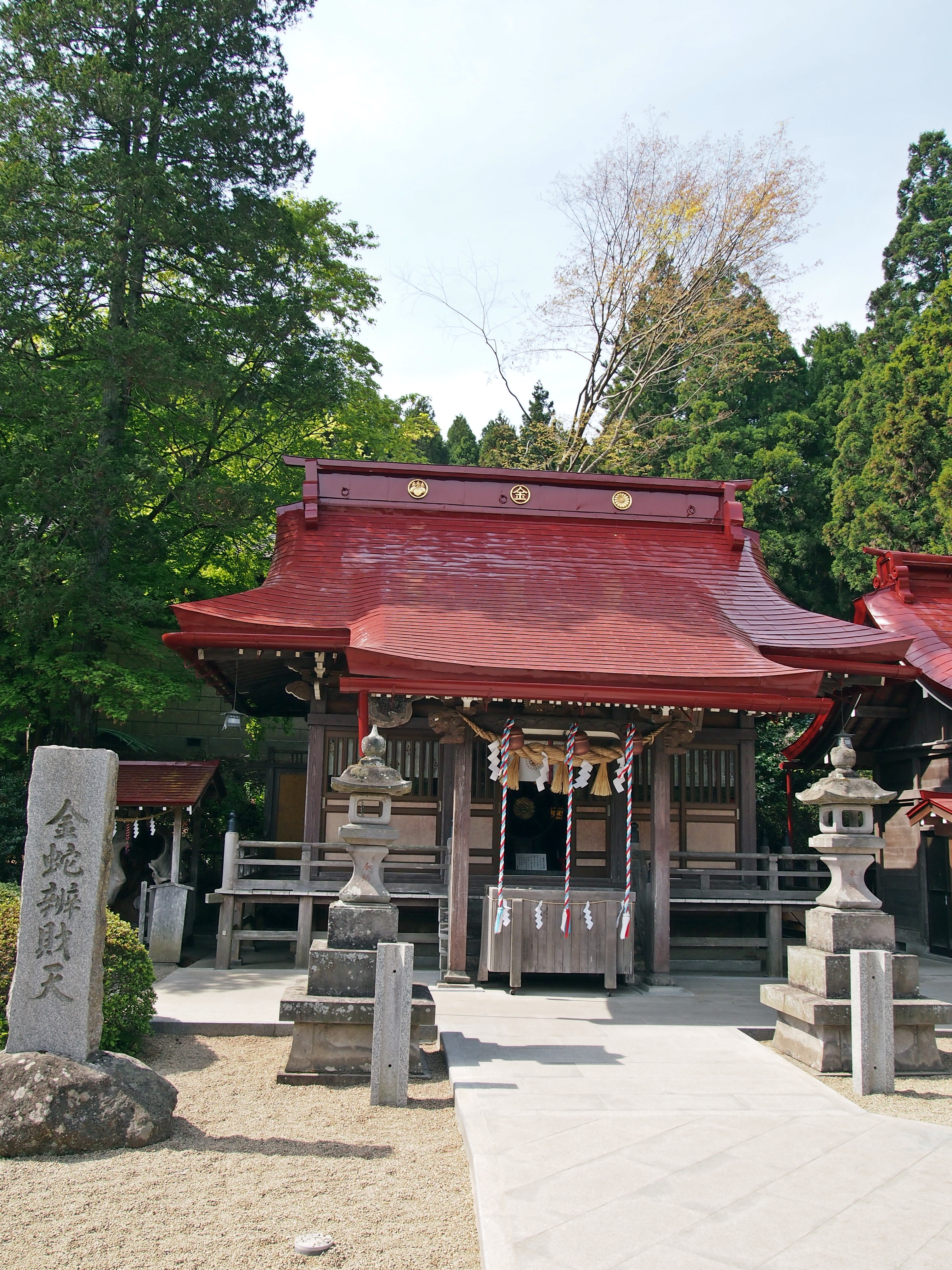
金蛇弁財天社

- 社殿の南側には石に蛇の模様がある「蛇紋石」が並んで置かれており、石に財布をこすりつけると金運がつくという信仰がある。境内には足尾神社や古峯神社の石祠が置かれている。

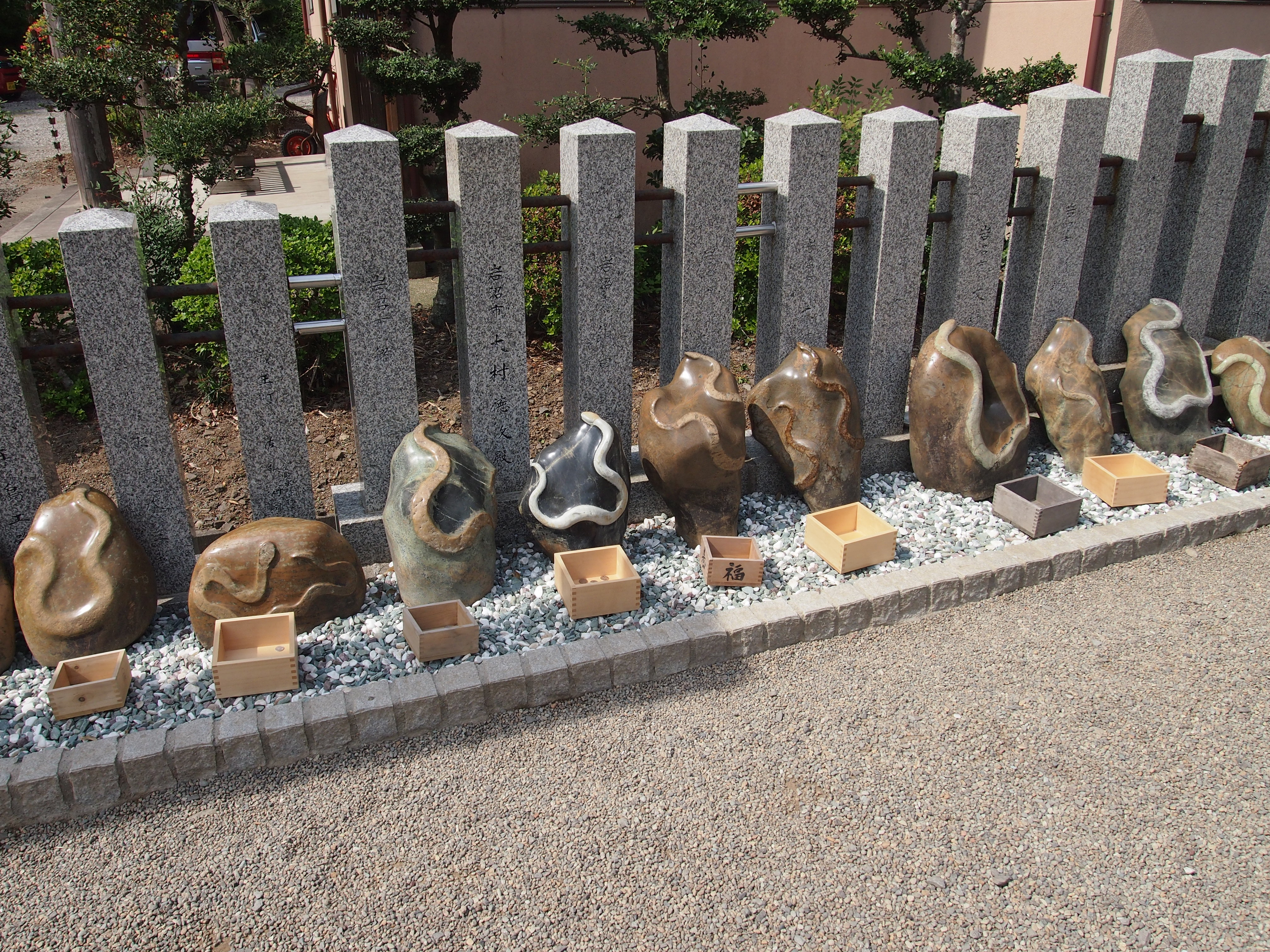
金蛇水神社の蛇紋石
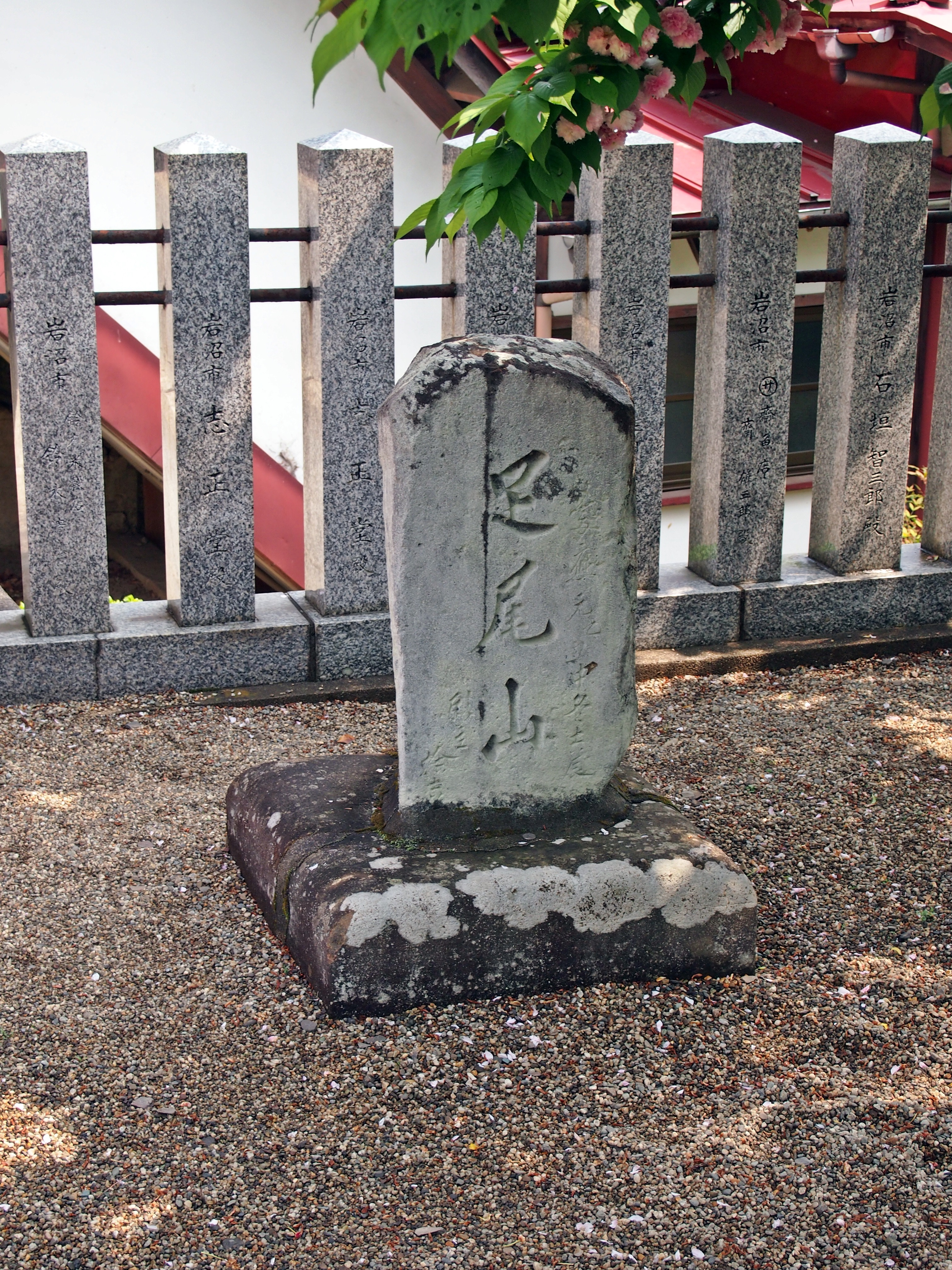
足尾神社石祠
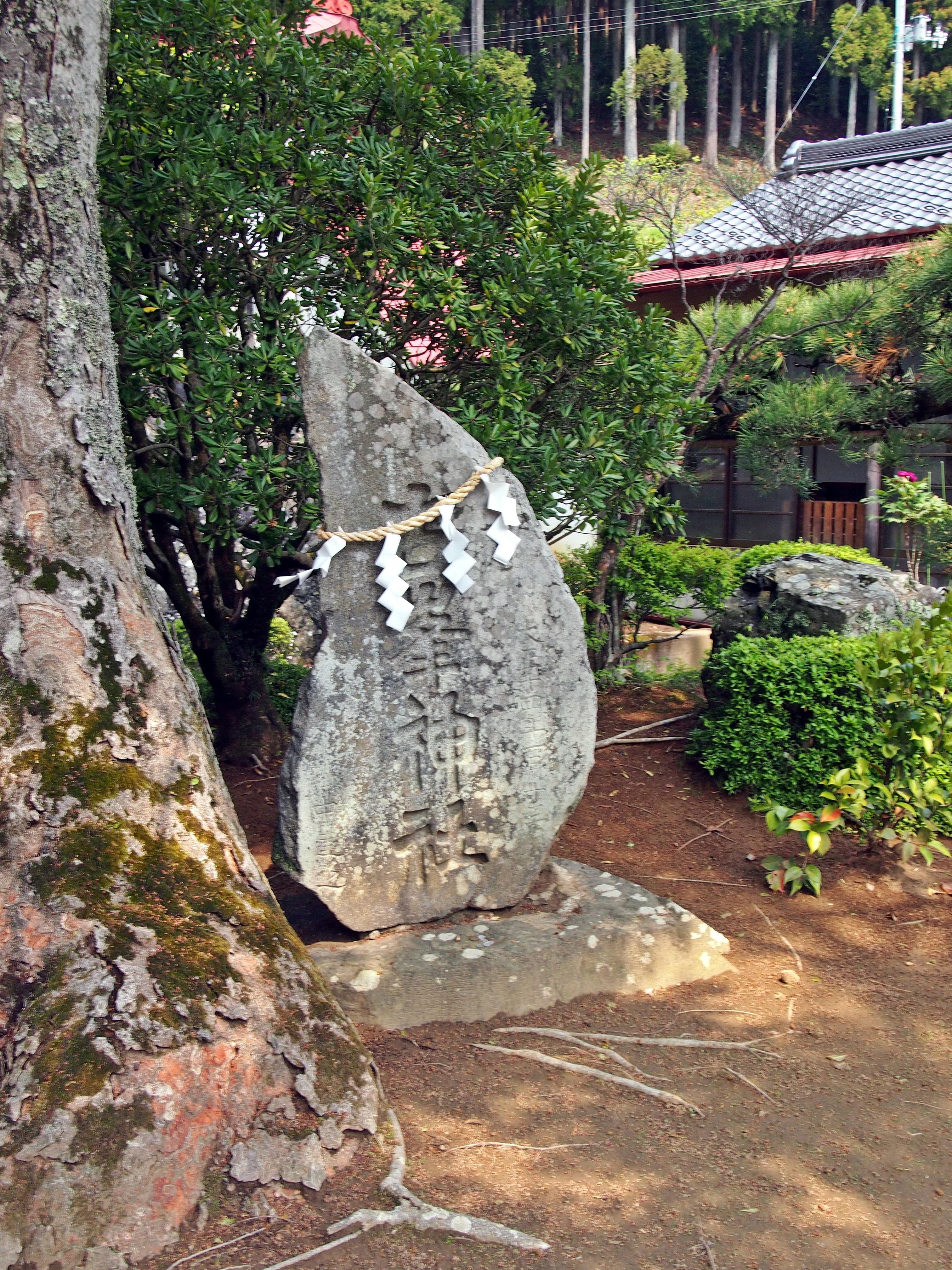
古峯神社石祠

- その他に、銭洗い所、祈祷受付や御朱印記帳などを行う社務所、神札やお守りの授与を行う授与所、金蛇水神社参道・休憩所のSando Terraceがある。

## アクセス
- 鉄道：JR岩沼駅（東北本線・常磐線）より車で10分。
- バス：岩沼市民バス  東西循環線②または  大師線に乗車し、「ハナトピア前」バス停下車、徒歩10分。
  - 5月の花まつり・例大祭期間中は、岩沼駅西口より金蛇水神社直通の臨時バスが増便される。